# BAC TSR-2
Il BAC TSR-2 era un velivolo multiruolo (bombardiere tattico e ricognitore) bimotore a getto, sviluppato dall'azienda britannica British Aircraft Corporation (BAC) negli anni sessanta e rimasto allo stadio di prototipo.
Si trattava di una delle più grandi realizzazioni nel campo della tecnologia aeronautica, ma il suo progetto venne abbandonato a causa di discusse scelte politiche operate dal governo britannico.
(Sir Sydney Camm)

## Storia

### Sviluppo
Le vicende del TSR.2 ebbero inizio nel marzo del 1957 quando l'Air Ministry emise il General Operational Requirement nº339 con il quale richiedeva la realizzazione di un velivolo da bombardamento e ricognizione che avesse un raggio d'azione di almeno 1 000 miglia, che fosse in grado di volare a velocità ampiamente supersonica alle alte quote e vicina a quella del suono alle bassissime quote, che fosse in grado di operare da piste di ridotte dimensioni e scarsamente preparate e che potesse operare con precisione in qualsiasi condizione meteorologica. Non ultimo, il velivolo doveva essere in grado di trasportare un ordigno nucleare. Nelle intenzioni il velivolo prescelto avrebbe dovuto sostituire nei reparti di volo l'English Electric Canberra.
Il primo elemento di incertezza per lo sviluppo del velivolo si presentò già il mese successivo in quanto lo stesso Ministro della Difesa dell'epoca, Duncan Sandys, pubblicò (il 4 aprile) un libro bianco ("Defence—Outline of Future Policy", in italiano "Difesa-Struttura della politica futura") nel quale delineava per l'arma aerea un futuro fatto prevalentemente di armi missilistiche, in particolare come forza deterrente nucleare.
Alla scadenza dei termini della richiesta (fissata per il 31 gennaio 1958) erano pervenute numerose proposte, tra le quali due risultavano particolarmente promettenti: si trattava dei progetti English Electric P.17A e Vickers-Armstrong 571. Poiché il governo britannico riteneva che il rafforzamento dell'industria aeronautica dovesse passare attraverso una serie di fusioni ed accorpamenti aziendali, l'occasione risultava propizia sia dal punto di vista tecnico, sia da quello industriale.
Venne dunque affinata la specifica tecnica (tramite l'emissione dell'"Operational Requirement 343") ed il 1º gennaio 1959 venne dato l'annuncio dell'assegnazione del contratto per lo sviluppo del progetto (indicato definitivamente come Tactical Strike and Reconnaissance, Mach 2) alle aziende Vickers-Armstrongs ed English Electric in via paritetica. Fin dai primi commenti, emersero i principali elementi di criticità che avrebbero accompagnato il progetto del TSR.2 nel corso del suo sviluppo: i tempi di realizzazione, i costi di sviluppo e di produzione, l'integrazione operativa delle aziende costruttrici impegnate.
Il primo effetto pratico generato dal progetto del TSR.2 si inseriva nel solco della nuova strutturazione dell'industria aeronautica britannica: il compito di realizzare il motore per il nuovo velivolo fu assegnato alla Bristol Siddeley (nata nel corso del 1959 dall'unione della Bristol Aero Engines con la Armstrong Siddeley). L'unità prescelta, l'Olympus, sarebbe stata direttamente sviluppata della serie già impiegata sui bombardieri Vulcan.
Intorno al progetto del TSR.2 il dibattito, politico e tecnico, si sviluppò (con intensità ancora oggi riscontrabile) ben prima che il velivolo vedesse la luce: da un lato la sua realizzazione era considerata strategica per lo sviluppo dell'industria aeronautica britannica, ma dall'altro i costi prospettati erano fonte di apprensione tanto più che, nello stesso periodo, anche la Fleet Air Arm aveva emesso una specifica che richiedeva un velivolo da destinare a compiti analoghi (la NA.39, che avrebbe portato alla nascita del Blackburn Buccaneer) che veniva, da alcuni, considerato compatibile (con poche varianti) anche con le richieste della Royal Air Force.
Pur nel clima descritto, il progetto del TSR.2 progrediva: l'integrazione industriale delle due aziende prese il via immediatamente dopo l'assegnazione dei lavori, dando vita alla British Aircraft Corporation, mentre nel settembre successivo venivano considerati ormai prossimi i primi ordini da parte della RAF. Il 7 ottobre seguì la firma del contratto: a fronte dello stanziamento di 90 milioni di sterline furono ordinati 9 esemplari destinati ai voli di prova; a questi fece seguito un'integrazione che prevedeva altri 11 velivoli che avrebbero dovuto essere pienamente operativi.
Nel corso del 1961 si materializzò anche l'interessamento da parte della Royal Australian Air Force: anche l'aeronautica australiana stava cercando un sostituto per i Canberra ed il TSR.2 fu inserito tra le possibili soluzioni, insieme agli statunitensi B-58 Hustler e A-5 Vigilante ed al francese Mirage IV.
Nel corso del 1962 venne testata in volo, su un Vulcan appositamente modificato, la nuova versione del motore Olympus e vennero resi noti dettagli in merito ai sistemi radar in corso di realizzazione; tuttavia, malgrado ricorrenti rassicurazioni, il completamento del programma non poteva mai considerarsi certo.
L'anno successivo la storia del TSR.2 registrò ulteriori eventi contraddittori: le autorità australiane, che già avevano dato segnali di impazienza, decisero di optare per l'acquisto del General Dynamics F-111 per la RAAF proprio negli stessi giorni in cui il Ministero dell'Aviazione britannico dava notizia di avere in corso trattative per l'acquisto di 30 TSR.2 anche se contemporanee dichiarazioni di esponenti politici indicavano prossima la cancellazione dell'intero programma.

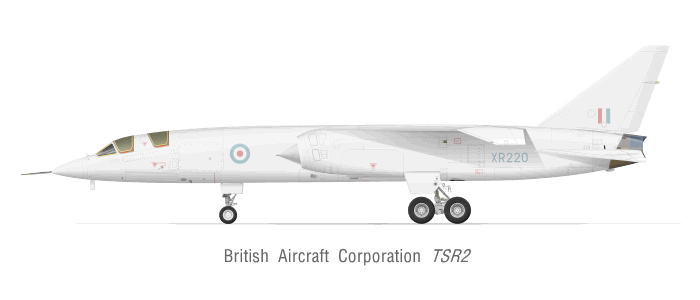
Disegno del TSR-2

Nei medesimi giorni della fine di ottobre del 1963, vennero svelate le prime immagini del TSR.2, evento cui fecero seguito dichiarazioni da parte del portavoce del Partito Laburista, all'epoca all'opposizione, che indicavano nel progetto TSR.2 il maggior scandalo nella storia del paese dall'epoca della bolla della South Sea Company in ragione dei suoi costi, sostenuti e programmati. Le reazioni polemiche non mancarono ed i sostenitori del progetto fecero notare come senza il TSR.2 altri progetti in via di sviluppo (espressamente l'Hawker Siddeley P.1154, il Concorde ed il BAC One-Eleven) sarebbero stati certamente più costosi se non tecnicamente impossibili da realizzare; successive dichiarazioni del Ministro dell'Aviazione (conservatore) evidenziavano i pregi del progetto e lo inquadravano ancora tra le necessità strategiche di difesa del paese.
Anche dal punto di vista tecnico la realizzazione del TSR.2 dovette affrontare una considerevole mole di aspetti critici, dovuti prevalentemente al fatto che quasi ogni singolo componente del velivolo era completamente nuovo e non aveva precedenti in quanto ad esperienze da parte dell'industria britannica. In particolare la realizzazione dei propulsori conobbe importanti difficoltà, tanto che il Vulcan B.1 impiegato per le prove (matricola XA894) era esploso al suolo durante uno dei test, il 3 dicembre del 1962.
Malgrado questi (ed altri) problemi ai motori, al carrello d'atterraggio ed al parafreno, finalmente il 27 settembre 1964 il BAC TSR.2 venne portato in volo dal pilota collaudatore Roland Beamont anche se, inesorabilmente, l'avvenimento fu nuovamente contornato da aspre polemiche di natura politica.

### Descrizione tecnica

#### Struttura

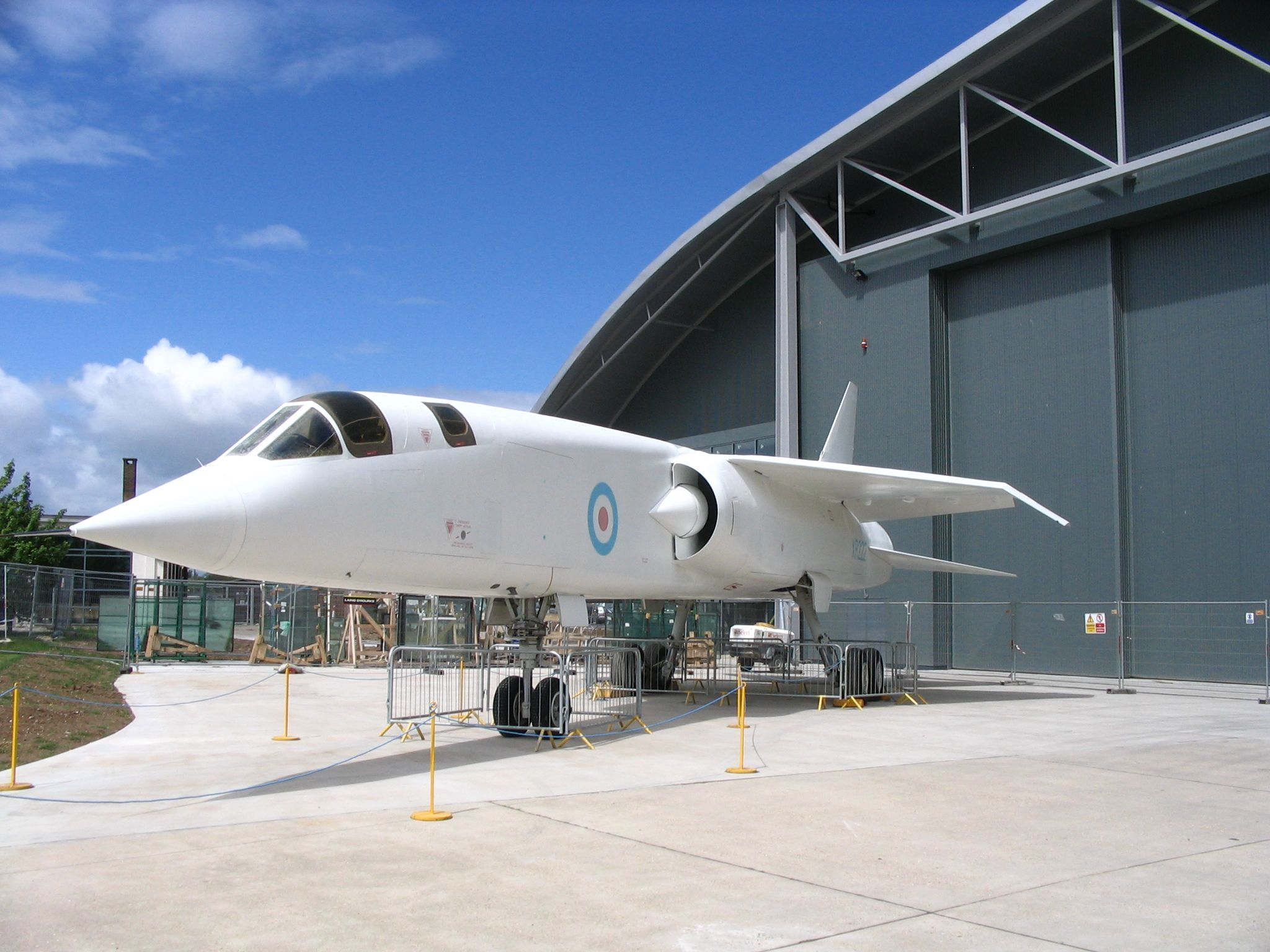
Il TSR-2 esposto al Duxford Imperial War Museum nella sua livrea bianco anti-flash

Il risultato finale del lungo lavoro di progettazione, era un velivolo ad ala alta dalle dimensioni considerevoli (in lunghezza superava di circa 6 m il bombardiere strategico Avro 683 Lancaster) e dalle forme complessivamente somiglianti a quelle del North American A-5 Vigilante (che era stato portato in volo circa sei anni prima).
La fusoliera aveva ampia sezione rettangolare; nella sezione anteriore i due membri dell'equipaggio erano disposti in tandem nella cabina di pilotaggio sovrastata da cupolini con apertura a conchiglia incernierati nel rispettivo lato posteriore; quello del navigatore/bombardiere era metallico con due finestrelle laterali.
L'ala era a delta con bordo d'entrata a freccia di 60° e le estremità rivolte verso il basso (a formare un angolo di 30°) al fine di ridurre il rollio; la superficie era estremamente ridotta ed era munita di ipersostentatori soffiati (mediante aria spillata ai reattori). Gli impennaggi erano di tipo tradizionale, con i piani orizzontali costituiti da un'unica superficie mobile (in gergo, stabilatori) e disposti a metà della fusoliera, al di sotto della deriva.
Le prese d'aria, di forma semicircolare, erano disposte ai lati della fusoliera (immediatamente al di sotto delle semiali) ed erano provviste di diffusore semi-conico.
Il carrello d'atterraggio, di tipo triciclo anteriore, aveva gli elementi posteriori costituiti da due ruote disposte in tandem che si ritraevano in avanti all'interno della fusoliera. Per ridurre la corsa in atterraggio veniva utilizzato un parafreno, alloggiato all'estremità di coda (tra gli ugelli di scarico dei motori).

#### Motore
L'apparato propulsivo del TSR.2 era costituito da una coppia di motori turbogetto Bristol Siddeley Olympus 22R Mk. 320 appositamente sviluppati: dotate di postbruciatore queste unità avrebbero dovuto sviluppare, secondo le previsioni, circa 33 000 lbf (pari a 146,8 kN). I motori erano disposti, affiancati, nel tronco posteriore della fusoliera.

#### Armamento
Il progetto del TSR.2 non prevedeva l'installazione di armamento difensivo, mentre il potenziale offensivo era rappresentato dalla possibilità di trasportare nell'ampio vano bombe all'interno della fusoliera fino ad un massimo di 6 000 lb (pari a 2 720 kg) di carico bellico cui poteva essere aggiunto, mediante l'impiego di quattro piloni esterni (due sotto ogni semiala), un ulteriore quantitativo di 10 000 lb (4 500 kg) di ordigni.
In base alla specifica d'origine il carico offensivo poteva essere rappresentato sia da ordigni convenzionali che nucleari. Nel caso di missione di bombardamento strategico il TSR.2 era in grado di trasportare nel vano di fusoliera una bomba Red Beard (da 2 000 lb, pari a 900 kg) che veniva sganciata mediante la tecnica del bombardamento in cabrata. Nelle missioni di tipo tattico potevano essere trasportate fino a quattro bombe WE.177 (all'epoca era in fase di realizzazione la versione "A", dal peso di 600 lb) di cui due disposte nel vano interno e due nei piloni subalari.
Ovviamente il previsto utilizzo dei piloni esterni consentiva di contemplare le più diverse combinazioni di armamenti e di serbatoi ausiliari, a seconda della missione richiesta. Tra gli armamenti presi in considerazione vi fu anche il missile Martel nella sua versione aria-superficie.

#### Sistemi

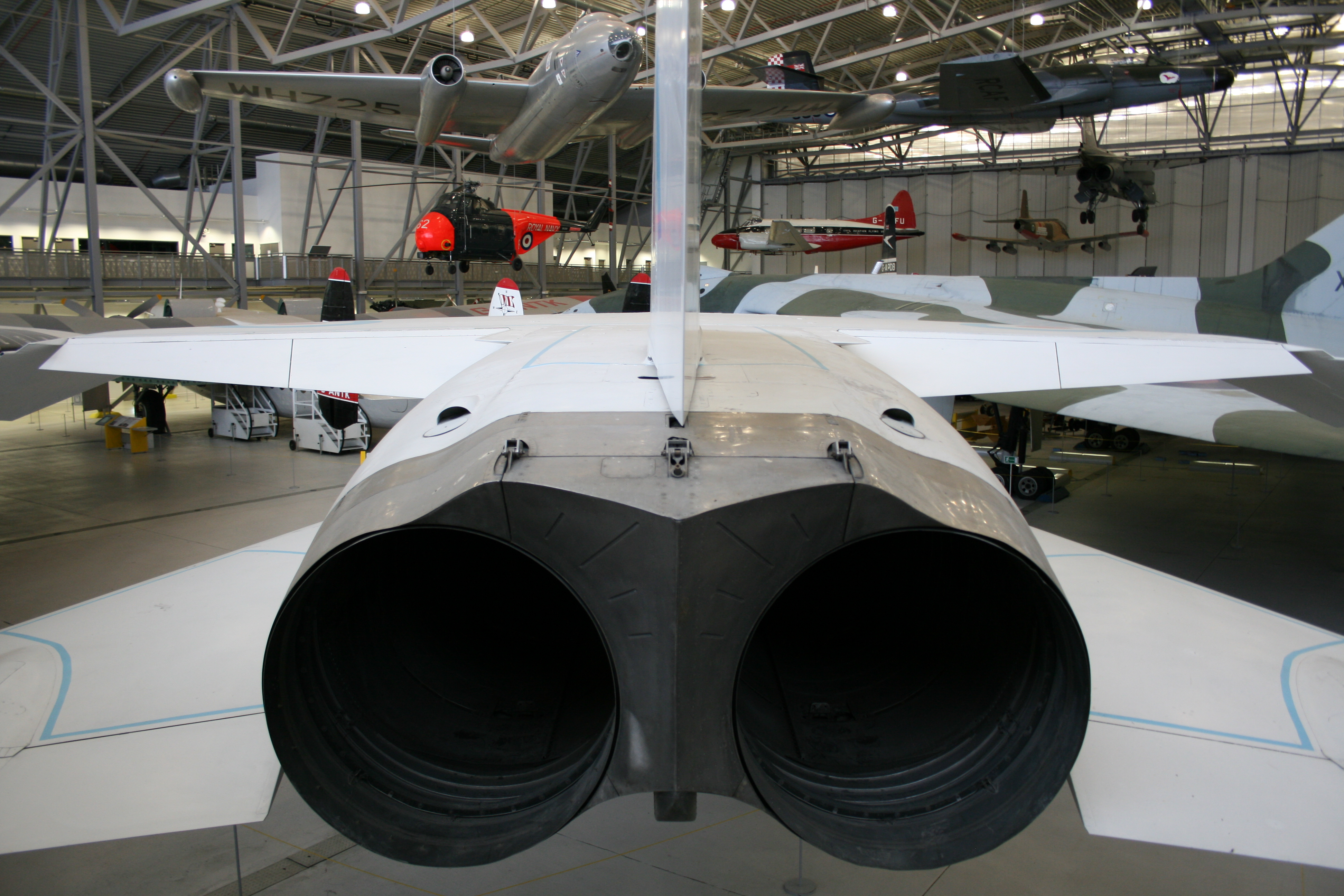
Vista posteriore del TSR.2

L'avionica installata sul TSR.2 era eccezionalmente avanzata, tanto da essere considerata tra le più sofisticate dell'epoca; tutti i sistemi montati erano prodotti da aziende britanniche. Il sistema di navigazione era un'evoluzione, curata dalla Elliott Brothers, dello statunitense Autonetics Verdan impiegato sull'A-5 Vigilante: mediante una serie di processori era in grado di coordinare input provenienti dalla piattaforma inerziale (realizzata dalla Ferranti), dal radar Doppler (prodotto dalla società Decca Radar), dal radar a scansione anteriore disposto nel cono di prua (anche in questo caso prodotto dalla Ferranti) e dal radar altimetro. Quest'ultimo, costruito dalla Standard Telephones and Cables, era in grado di rilevare automaticamente il profilo del terreno volando, alla velocità del suono, a circa 90 m da terra. Tutti i dati erano esposti al pilota direttamente sul cupolino dell'abitacolo mediante un sistema a testa alta (in inglese HUD, Head-Up Display). Tutti gli impulsi ai comandi di volo erano gestiti tramite il pilota automatico dotato di un sistema elettronico di mantenimento della stabilità. In caso di guasto era previsto che il velivolo salisse automaticamente di quota, per consentire al pilota di prenderne il controllo mediante i comandi manuali.

### Impiego operativo
Il primo volo di collaudo venne effettuato malgrado la consapevolezza di problemi ai motori (tanto che al pilota venne data precisa indicazione di non impiegarli mai al massimo della potenza) e durante tutto il suo compimento non venne mai retratto il carrello di atterraggio. Pur con queste precauzioni, l'equipaggio e gli osservatori vissero momenti di tensione nel verificare che l'aereo lasciava scie bianche dai lati delle ali: inizialmente si temette che fossero perdite di carburante ma, con sollievo, si scoprì che erano solamente scie di condensazione. Questo primo test fu, sostanzialmente, una sorta di dimostrazione da opporre ai detrattori del programma tanto che Roland Beamont chiese l'installazione di nuovi propulsori prima di portare nuovamente in volo il velivolo.
La sostituzione dei motori avvenne prima della fine dell'anno ed il 31 dicembre il TSR.2 venne portato in volo per una seconda volta; fecero seguito altri 22 voli prima della fine di marzo del 1965. Il team dei collaudatori riportò impressioni estremamente favorevoli, citando prestazioni straordinarie nel volo a bassissima quota malgrado il velivolo non fosse ancora equipaggiato con le strumentazioni elettroniche previste. In questa serie di voli non mancarono certo i problemi che, in gran parte, trovarono soluzione. Il principale elemento di criticità risultava essere ancora il carrello d'atterraggio, ma non ci fu tempo per risolvere definitivamente il problema: il 6 aprile 1965 il nuovo governo laburista, guidato dal premier Harold Wilson, decretò la fine del programma TSR.2 dopo un totale di sole 13 ore di voli di prova.

### Epilogo
La conclusione del progetto TSR.2 venne ufficialmente decretata a causa dei costi elevati ed in ragione della maggior economicità attribuita alla soluzione che prevedeva l'acquisto dei velivoli statunitensi F-111 come già fatto dalle autorità australiane. Con tempi definiti "fretta indecente" quasi tutto il materiale relativo al TSR.2 venne bruciato, scartato o rottamato. Addirittura l'unico esemplare ad aver volato venne impiegato come bersaglio per l'artiglieria e fatto a pezzi nel tempo. Solamente due prototipi vennero salvati dalla completa distruzione.
Meno di tre anni dopo, tuttavia, problemi di sviluppo dell'F-111 (nella versione K appositamente progettata) uniti all'innalzamento dei costi (in parte determinati anche dalla sfavorevole dinamica del rapporto di cambio dollaro/sterlina) condussero alla cancellazione anche di questo secondo progetto (con ulteriore aggravio di costi).
Al termine di tutte queste complesse vicende la RAF, senza per altro ritirare dal servizio il Canberra, optò per l'impiego di due diversi velivoli nei ruoli previsti per il TSR.2: il McDonnell Douglas F-4 Phantom II nelle versioni F-4K e F-4M, designate dalla RAF rispettivamente FG.1 (Fighter/Ground Attack) e FGR.2 (Fighter/Ground Attack/Reconnaissance), e (ironia della sorte) il Blackburn Buccaneer, a suo tempo già scartato tra i rivali del TSR.2, nelle versioni S.2A (conversioni di esemplari già in uso alla Fleet Air Arm) e S.2B (velivoli costruiti ex novo).
La storia del TSR.2 lasciò certamente il segno negli ambienti aeronautici britannici. Significativo il fatto che di fronte ai primi ritardi del progetto MRCA, Multi-Role Combat Aircraft (nato nel 1968 da richiesta anglo/italo/tedesca, che condurrà alla produzione del Panavia Tornado) i più cinici osservatori reinterpretarono la sigla mutandola in Must Refurbish Canberra Again ("occorre nuovamente rinnovare il Canberra").

## Esemplari superstiti

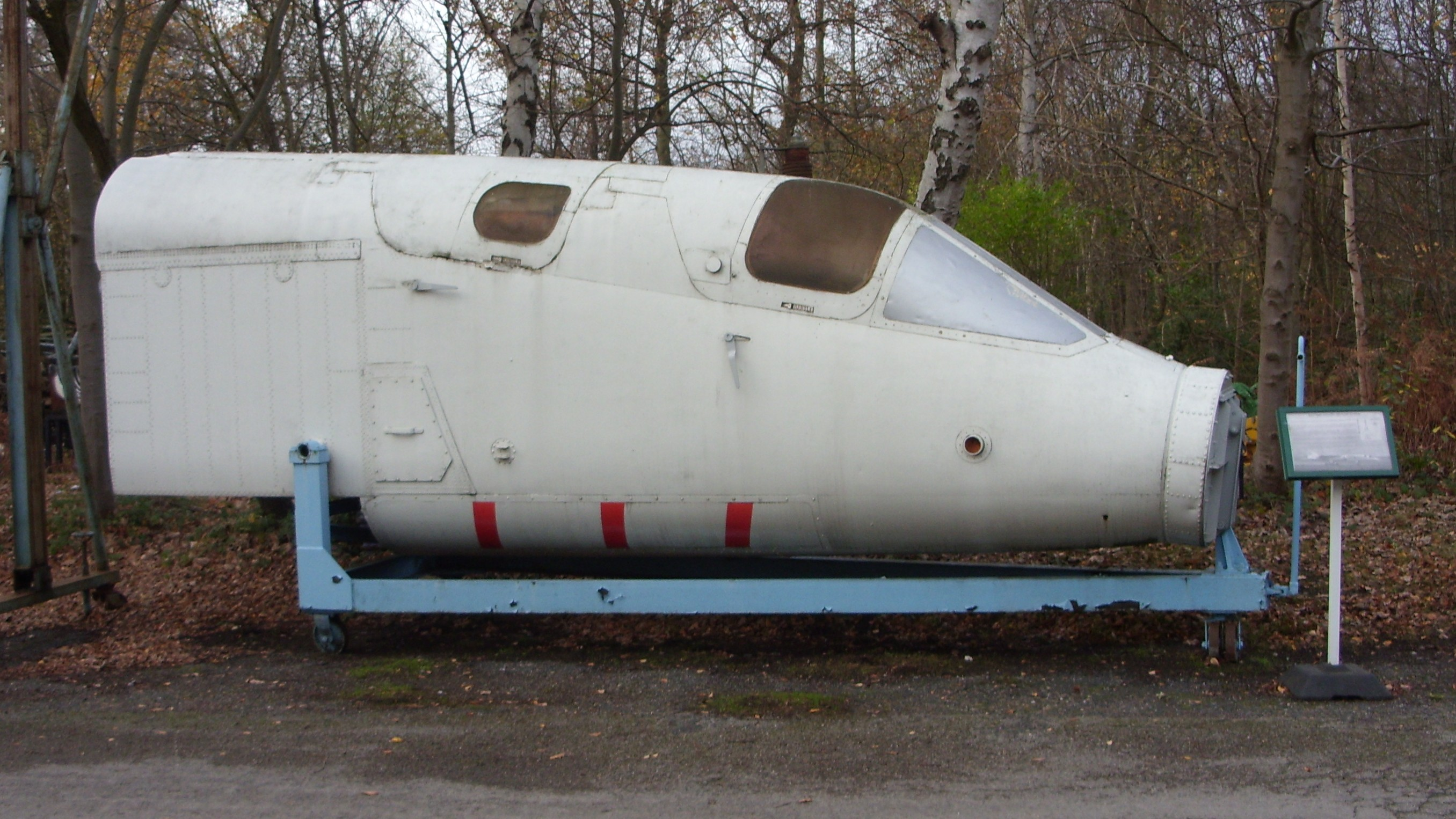
Parte anteriore della fusoliera, in mostra al Brooklands Museum

Le attrezzature, le dime di lavorazione e molti degli aerei parzialmente completati vennero rottamati entro sei mesi dalla cancellazione del programma. Solo due cellule sopravvissero: quella con matricola XR220 venne esposta al RAF Museum di Cosford vicino Wolverhampton, e il molto meno completo XR222 all'Imperial War Museum di Duxford. Insieme al completo XR221 e al parzialmente completo XR223, l'unico esemplare che abbia effettivamente volato, lo XR219, fu portato a Shoeburyness ed usato come bersaglio per testare la vulnerabilità di un moderno velivolo e relativi sistemi al fuoco di artiglieria.
L'evidente fretta con la quale il progetto venne cancellato è stato fonte per molte discussioni ed astio da allora. Ciò nondimeno,
il TSR-2 rimane un persistente "cosa sarebbe successo se?" dell'aviazione britannica, comparabile alla cancellazioni e alla distruzione del bombardiere statunitense Northrop Flying Wing e dell'intercettore Avro Canada CF-105 Arrow che fu cancellato in Canada nel 1959, oltre che dell'italiano Aerfer Leone, anch'esso cancellato per motivi politici.
Gli esemplari rimasti sono esposti presso strutture situate in Inghilterra:
- XR220 (X-02) in mostra al Royal Air Force Museum di Shifnal (Shropshire).
- XR222 (X-04) in mostra al Imperial War Museum Duxford, sito nell'omonima località del Cambridgeshire.
- Sezione dell'abitacolo in mostra al Brooklands Museum di Weybridge (Surrey).

### Pubblicazioni
- (EN) Bill Gunston, RAF Phantoms, in WINGS OF FAME, vol. 4, 1996.
- (EN) David Donald, BAC TSR.2, in WINGS OF FAME, vol. 15, 1999,  p. 11.
- (EN) TSR.2 - Britain's New Weapon : an Assessment by the Technical Editor, in Flight, 31 ottobre 1963. URL consultato il 12 aprile 2011.